# یواس‌اس ویمبی (آی‌ایکس-۸۸)
یواس‌اس ویمبی (آی‌ایکس-۸۸) (به انگلیسی: USS Wimbee (IX-88)) یک کشتی بود که طول آن ۵۹ فوت ۹ اینچ (۱۸٫۲۱ متر) بود. این کشتی در سال ۱۹۳۸ ساخته شد.